# Islas de Guinea Ecuatorial
Las islas que forman parte integrante de Guinea Ecuatorial son: Bioko, Annobón, Corisco, Elobey Grande y Elobey Chico, Mbañe, Cocoteros y Conga. Bioko y Annobón conforman la Región Insular de Guinea Ecuatorial; Corisco y las Elobey están adscritas a la Región Continental. Ubicadas las dos primeras en el golfo de Guinea, Corisco y las Elobey se encuentran en la bahía de Corisco. 
En la isla de Bioko se encuentra Malabo (antigua Santa Isabel): la capital nacional.
Esta región posee una superficie de 2034 km² y una población de 612 807 habitantes según el censo de 2013. Políticamente está subdividida en tres provincias ecuatoguineanas: 
- Annobón
- Bioko Norte
- Bioko Sur

Las islas ubicadas en la bahía de Corisco están administradas por la Región Continental (Provincia Litoral).
La ciudad más grande es Malabo, pero existen otras localidades de importancia como: Luba, Riaba, Rebola, Santiago de Baney y San Antonio de Palé.

## Islas más grandes
| Número | Isla            | Superficie | Población        | Provincia(s)          | Coordenadas                   |
| ------ | --------------- | ---------- | ---------------- | --------------------- | ----------------------------- |
| 1      | Bioko           | 2017 km²   | 592 066          | Bioko Norte Bioko Sur | 3°30′N 8°42′E / 3.500, 8.700  |
| 2      | Annobón         | 17 km²     | 5008             | Annobón               | 1°25′S 5°38′E / -1.417, 5.633 |
| 3      | Corisco         | 15 km²     | 150              | Litoral               | 0°55′N 9°20′E / 0.917, 9.333  |
| 4      | Elobey Grande   | 2,27 km²   | Casi deshabitada | Litoral               | 0°59′N 9°30′E / 0.983, 9.500  |
| 5      | Mbañe           | 0,30 km²   | Deshabitada      | Litoral               | 0°49′N 9°23′E / 0.817, 9.383  |
| 6      | Elobey Chico    | 0,19 km²   | Deshabitada      | Litoral               | 1°0′N 9°31′E / 1.000, 9.517   |
| 7      | Islote de Mbaña | 0,05 km²   | Deshabitada      | Litoral               |                               |

## Bioko

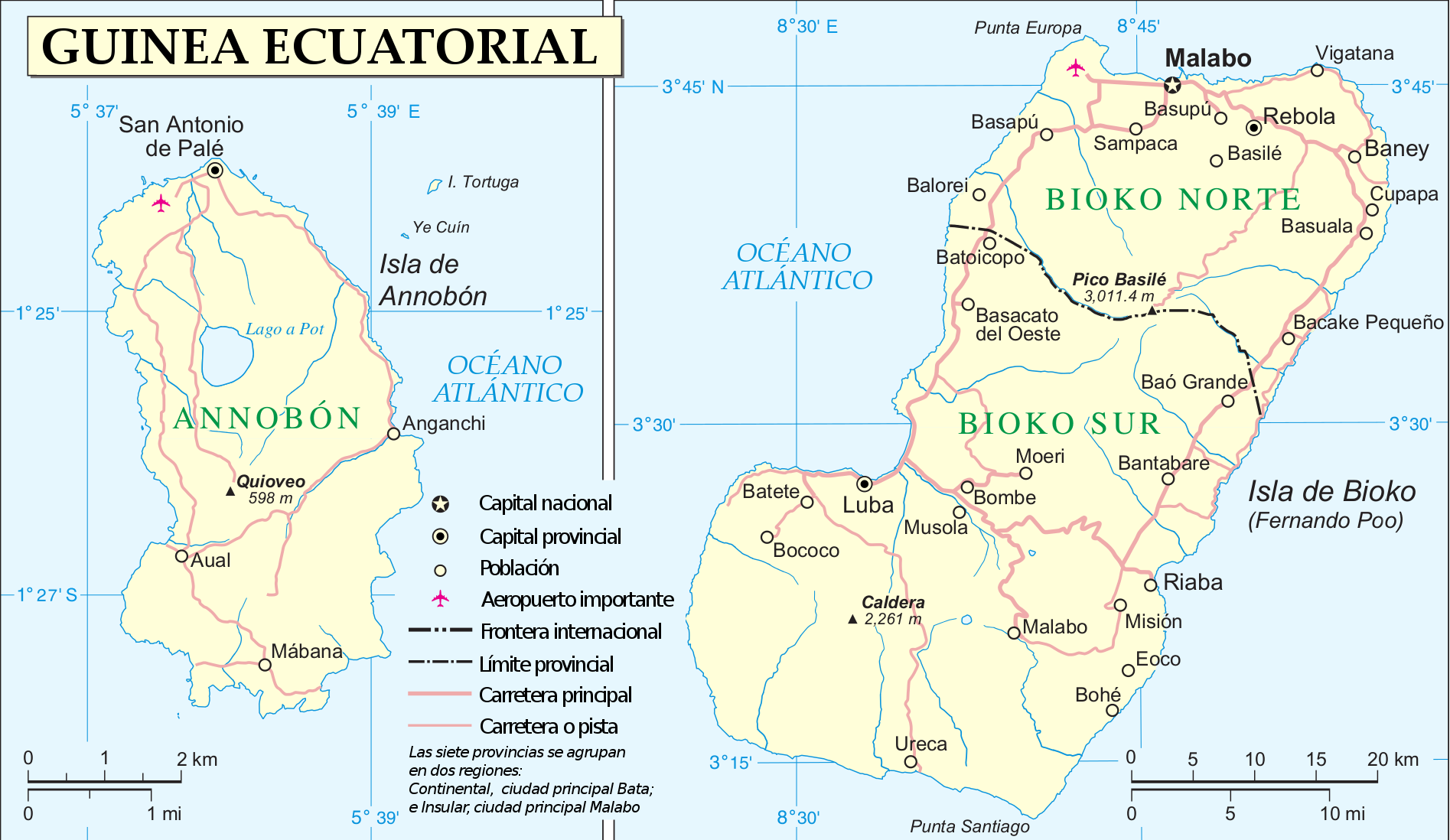
Mapas de las islas de Annobón y Bioko.

La isla de Bioko se encuentra a una distancia de alrededor de 40 km de la costa de Camerún. Bioko cuenta con la ciudad de Malabo, la capital del país. La isla de Bioko, llamada Fernando Poo hasta los años 70, es la isla más grande del golfo de Guinea y la cuarta del continente africano, con unos 2017 km².

## Annobón
Es una pequeña isla de origen volcánico situada a 670 km de Malabo, 580 km de Bata y al otro lado del ecuador, incluye en el noreste los pequeños islotes llamados Tortuga y Ye Cuín. Entre Annobón y Bioko se encuentran las islas de Santo Tomé y Príncipe, es además la isla más alejada del golfo de Guinea.
Con apenas 17 km², Annobón es un territorio, que aunque se proclama independiente a la República de Guinea Ecuatorial, está controlado por ella.
Inició el proceso de separación en 2021, con la intención de convertirse en Estado autónomo de la nación continental.
El pueblo annobonés decidió ejercer la libre determinación, en virtud del derecho internacional, tras tres asambleas generales desarrolladas a lo largo de 2021. Al no obtener respuestas del gobierno central, declaró unilateralmente su independencia el 8 de julio de 2022.
Desde esa fecha, el nuevo Estado denunció la ocupación militar de Guinea Ecuatorial, el avance sobre los derechos de la población, y reiteradas violaciones sexuales por parte de los militares fang en la isla. 

## Corisco

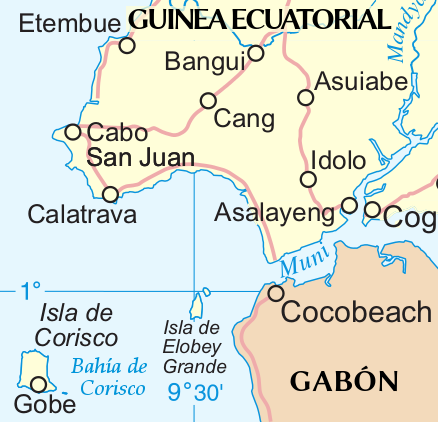
Islas de Corisco, Elobey Grande y Elobey Chico

La isla de Corisco tiene una superficie de aproximadamente 15 km², está situada a 29 km del estuario del río Muni y posee 6100 m de circunferencia. Su población es de aproximadamente 150 habitantes, la mayoría de ellos radicados en Gobe y pertenecientes a la etnia benga. Debido a la legendaria belleza de las mujeres benga, durante mucho tiempo la isla se llamó la Isla del Amor. Casi todos los habitantes de la isla son mestizos.

## Elobey Grande y Elobey Chico
Emergiendo en el vasto estuario del río Muni, las islas de Elobey tienen una superficie conjunta de 2,46 km² (de los cuales Elobey Grande posee 2,27 km² y Elobey Chico 0,19 km²). Estos dos pequeños puntos apenas perceptibles en un mapa de África Central se sitúan en el primer paralelo al norte del ecuador, a menos de 10 km de Gabón. Elobey Grande conserva un puñado de habitantes, esencialmente pescadores que viven en el pequeño poblado de M’Belobi. Elobey Chico está completamente deshabitada.

## Mbañe, Cocoteros y Conga
Al sur de las Islas Elobey se encuentran tres islotes antiguamente disputados con Gabón (Mbañe, Cocoteros y Conga) de los cuales el más grande, Mbañe (también llamado Banyé o Banian) tiene una superficie de 30 hectáreas (0,30 km²). El conflicto sobre su posesión siguió sin resolverse durante décadas, aunque en noviembre de 2016 ambas partes firmaron un acuerdo que establecía que la disputa pasaría a la Corte Internacional de Justicia de La Haya. Finalmente el 19 de mayo de 2025, la Corte Internacional de Justicia emitió su decisión de que las islas Mbañe, Cocoteros y Conga pertenecían a Guinea Ecuatorial, ya que el título legal estaba antiguamente en poder de España, que más tarde lo transfirió a Guinea Ecuatorial cuando se independizó en 1968, y no a Gabón.